# Kuoresaari (ö i Kymmenedalen, Kouvola, lat 61,11, long 26,22)
Kuoresaari är en ö i Finland.   Den ligger i kommunen Itis i den ekonomiska regionen  Kouvola ekonomiska region  och landskapet Kymmenedalen, i den södra delen av landet, 130 km nordost om huvudstaden Helsingfors.